# Andaluzijski zid
Andaluzijski zid (arabsko السور الأندلسي) je zid, ki omejuje južno mejo medine Rabat v Maroku.

## Ozadje
Zid je bil zgrajen v začetku 17. stoletja in je razmejeval okrožje, kjer so se naselili moriški begunci, večinoma po njihovem izgonu iz Španije leta 1609. To okrožje, današnja medina, obsega severni del načrtovanega mesta, ki so ga Almohadi začeli graditi v poznem 13. stoletju, vendar je ostalo praktično nenaseljeno in v glavnem zasedeno z odprtimi poljanami. Zid omejuje južni rob te medine.

## Opis
Zid je dolg več kot 1,4 km, njegova višina pa se giblje med 4,9 m in 5,5 m pri povprečni debelini 1,65 m. Obdaja površino 840 ha. Vzdolž obzidja je skupaj 26 stolpov.

### Vrata
Obzidje je prebijalo pet vrat, od katerih vsa danes niso ohranjena. Bab Teben ali Bab al-Tben ('Vrata sena') so bila najbolj zahodna vrata (blizu Bab el-Hada v Almohadskem obzidju). Danes je območje znano kot Bab Dždid ('Nova vrata') in vrata so bila v veliki meri porušena, da bi naredila prostor za nove stavbe. Od nekdanjih vrat je ohranjen samo en stranski stolp in dvorana, ki se zdaj uporablja kot policijska postaja. Manjša vrata, Bab al-Bouiba ('majhna vrata'), obstajajo bolj vzhodno od tod. Proti sredini obzidja so vrata, imenovana Bab Chellah ('Vrata Chellah'), edina z rahlo monumentalnim videzom. Njihova sedanja oblika izhaja iz rekonstrukcije leta 1813 pod sultanom Mulajem Slimanom. Njena dekoracija spominja na starejša almohadska vrata v mestu, čeprav v preprostejši obliki. Še dvoje vrat na vzhodu sta preprosti odprtini z majhnim arhitekturnim pomenom: Bab Melah ('Vrata Melah'), vrata v staro judovsko četrt, in Bab Diouana, vrata, ki so zdaj spremenjena v vhod v mošejo.

### Bastijoni
Na vzhodnem koncu obzidja, blizu reke, je bastijonski stolp z imenom Bordž Sidi Makhlouf ('Stolp Sidi Makhloufa'), ki je bil zgrajen za varovanje bližnjega pristanišča. To je edini stolp obzidja, ki ima zaobljen profil. Ime je dobil po lokalnem marabotu judovskega porekla, Sidiju Makhloufu, čigar grobnica je poleg njega. Bastijon je iz 18. stoletja, vendar je bil najverjetneje popravljen nekje po tem, ko so ga leta 1637 bombardirali Angleži. Drug stolp, imenovan Bordž Lala Qdija ali Bordž Kadia ('Stolp (gospe) Kadija'), je na severovzhodnem obodu medine, stran od glavnega andaluzijskega obzidja, vendar prav tako izvira iz 17. stoletja. Namesto utrjenega bastijona je stolp služil kot opazovalnica. Ima preprosto obliko s kvadratno osnovo in je visok približno 9 metrov.

## Stanje ohranjenosti
Andaluzijski zid se redno obnavlja. Zadnja obnovitvena operacija je bila izvedena leta 2020.